# Транспонуючі музичні інструменти
Транспонуючі музичні інструменти — музичні інструменти, у яких реальна висота звуків не збігається з нотованою, відрізняючись від неї на певний інтервал вгору або вниз. Величина цієї різниці виражається у строї інструменту, який позначається відповідною нотою, що звучить при виконанні інструменталістом ноти до.
Абсолютна більшість транспонуючих інструментів — це духові інструменти. Зокрема це мідні — валторна, корнет, труба, саксгорни, деякі різновиди туб; та дерев'яні — англійський ріжок й інші різновиди гобоя, кларнет і його різновиди та саксофони. Існують також інструменти, які нотуються октавою нижче нотованого (гітара, контрабас, контрафагот) або вище (мала флейта, челеста, дзвіночки), проте ці інструменти не вважаються транспонуючими, оскільки найменування занотованих і реально звучащих щаблів звукоряду повністю зберігаються, і така нотація використається лише для зручності читання.

## Виникнення і застосування
Нотація для транспонуючих інструментів виникла у XVIII столітті, коли на більшості мідних духових інструментах через відсутність системи вентилів було можливо виконувати тільки звуки натурального звукоряду. Певні обмеження стосувалися також і дерев'яних духових до запровадження клапанної системи. Оскільки найпростішою за написанням є тональність до мажор (C-dur), саме в ній стали записувати партії, що відповідають натуральному ладу інструмента. При цьому для виконання творів написаних у різних тональностях використовувались різні інструменти відповідних строїв.
З удосконаленням конструкції інструментів в XIX столітті технічні обмеження практично відпали, однак транспонуюча нотація збереглася. Аргументом в її підтримку вказується звичайно те, що завдяки їй виконавець може легко перейти з одного різновиду інструмента на інший, зберігаючи аплікатуру, наприклад, з гобоя (який не транспонує) на англійський ріжок (що звучить на квінту нижче, але має аналогічну аплікатуру), причому нерідко така заміна інструменту відбувається протягом одного твору.
Починаючи з XX століття ряд композиторів (зокрема С. Прокоф'єв та нововіденці) в партитурах стали нотувати транспонуючі інструменти згідно з їхнім реальним звучанням, що є зручнішим для диригента, проте в партіях для інструменталістів транспонуюча нотація лишається обов'язковою.

## Позначення і запис
Позначенням строю інструмента служить буквенне позначення звуку, що прозвучить при виконанні ноти до. Так наприклад, кларнет у строї сі-бемоль або in Bb, звучатиме на тон нижче записаного, оскільки інтервал між нотами до і сі-бемоль складає один тон. В той же час кларнет у строї ля або in A, звучатиме на півтора тони нижче записаного, оскільки інтервал між нотами до і ля складає півтора тони.
Позначення строю інструменту вказується в партитурі, як правило буквою. Якщо композитор нотує партитуру відповідно до реального звучання, на її початку ставиться позначка «partitura scritta in C» (тобто партитура написана в «до»), але при цьому указується, інструменти яких строїв слід використовувати, а партії для інструменталістів пишуться з урахуванням транспозиції.

## Список транспонуючих інструментів
В сучасній практиці широко використовуються такі транспонуючі інструменти:
Дерев'яні духові
- Альтова флейта ― in G (звучить на чисту кварту ниже написаного)
- Мюзет (гобой-піколо) ― in F (звучить на чисту кварту вище написаного)
- Англійський ріжок (альтовий гобой) — in F (звучить на чисту квінту нижче написаного)
- Кларнет-піколо — in Es (звучить на малу терцію вище написаного) або in D (звучить на один тон вище написаного)
- Кларнет ― in B (звучить на один тон нижче написаного) і in A (звучить на малу терцію нижче написаного)
- Бас-кларнет — in B (звучить на більшу нону нижче написаного, якщо нотується в скрипковому ключі, або на один тон нижче, якщо в басовому)
- Саксофони ― in B та in Es (в залежності від різновиду)

Мідні духові
- Валторна — in F (звучить на чисту квінту нижче написаного, якщо ноти в скрипковому ключі, і на чисту кварту вище, якщо в басовому)
- Мала труба — in Es (звучить на малу терцію вище написаного) і in D (звучить на один тон вище написаного)
- Труба — in B (звучить на один тон нижче написаного)
- корнет — in B (звучить на один тон нижче написаного)